# Rochepaule
Rochepaule é uma comuna francesa na região administrativa de Auvérnia-Ródano-Alpes, no departamento de Ardèche. Estende-se por uma área de 33,34 km². Em 2010 a comuna tinha 259 habitantes (densidade: 7,8 hab./km²).